# J. Russell Tuten

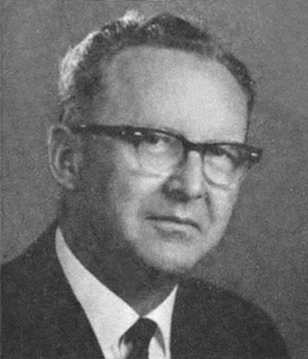
J. Russell Tuten

James Russell Tuten (* 23. Juli 1911 im Appling County, Georgia; † 16. August 1968 in Falls Church, Virginia) war ein US-amerikanischer Politiker. Zwischen 1963 und 1967 vertrat er den Bundesstaat Georgia im US-Repräsentantenhaus.

## Werdegang
Russell Tuten besuchte die öffentlichen Schulen seiner Heimat. Danach arbeitete er unter anderem als Lehrer, Farmer und Maurer. Später wurde er Bauunternehmer. Zwischen 1956 und 1962 war er Stadtverordneter in Brunswick. In den Jahren 1958 und 1962 war er Bürgermeister dieser Stadt. Außerdem wurde er Vorsitzender des Kuratoriums des Brewton Parker College in Mount Vernon.
Politisch war Tuten Mitglied der Demokratischen Partei. Bei den Kongresswahlen des Jahres 1962 wurde er im achten Wahlbezirk von Georgia in das US-Repräsentantenhaus in Washington, D.C. gewählt, wo er am 3. Januar 1963 die Nachfolge von Iris Faircloth Blitch antrat. Nach einer Wiederwahl im Jahr 1864 konnte er bis zum 3. Januar 1967 zwei Legislaturperioden im Kongress absolvieren. Diese waren von den Ereignissen des Vietnamkrieges und der Bürgerrechtsbewegung geprägt. In dieser Zeit wurden der 23. und der 24. Verfassungszusatz verabschiedet.
Im Jahr 1966 verfehlte Russell Tuten die erneute Nominierung seiner Partei zur Wiederwahl. Seit 1967 war er stellvertretender Vorsitzender der Coastal Plains Regional Commission. Er starb am 16. August 1968 in Falls Church und wurde in Brunswick beigesetzt.